# Reverend James Leg
James Leg  (né John Wesley Myers) est un pianiste et chanteur de blues rock américain. Ses influences sont multiples : Screamin' Jay Hawkins, Nina Simone, Howlin' Wolf...
James Leg commence sa carrière en 1999 au sein du groupe The Immortal Lee County Killers, puis forme en 2004 avec Van Campbell le groupe Black Diamond Heavies. Il poursuit ensuite sa carrière en solo.

## Discographie

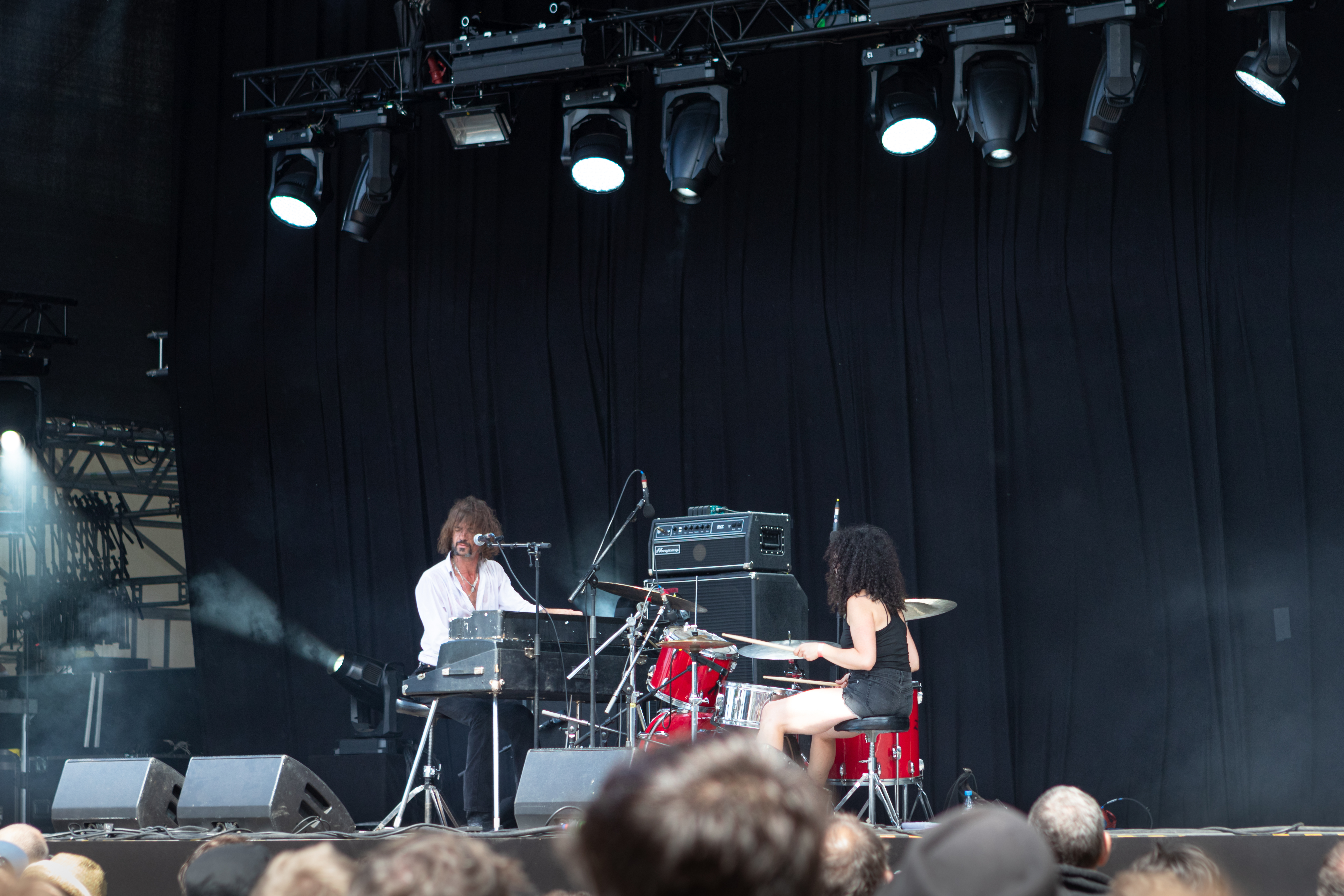
James Leg au Haldern Pop Festival 2019

### Avec Black Diamond Heavies
- 2005 : You Damn Right (EP)
- 2007 : Every Damn Time, Alive Records
- 2008 : A Touch Of Someone Else’s Class, Alive Records
- 2009 : Alive as Fuck, Alive Records
- 2010 : Ain't Talkin' About Love (Single) en collaboration avec Billy Gaz Station, Beast Records.

### En solo
- 2011 : Solitary Pleasure, Alive Records
- 2015 : Below the Belt, Alive Records
- 2016 : Blood on the Keys, Alive Records

### En collaboration
- 2010 : Mean Black Cat avec Cut In The Hill Gang (Johnny Walker, Reuben Glaser et Lance Kaufman)
- 2012 : Painkillers avec Left Lane Cruiser, Alive Records[1].
- 2017 : Written in Coffee Grounds (LP) avec Dirty Deep, Deaf Rock Records